# Qax (raion)
Qax (en azéri : [gɑx]) est l'une des 78 subdivisions de l'Azerbaïdjan ; sa capitale se nomme Qax.

## Histoire

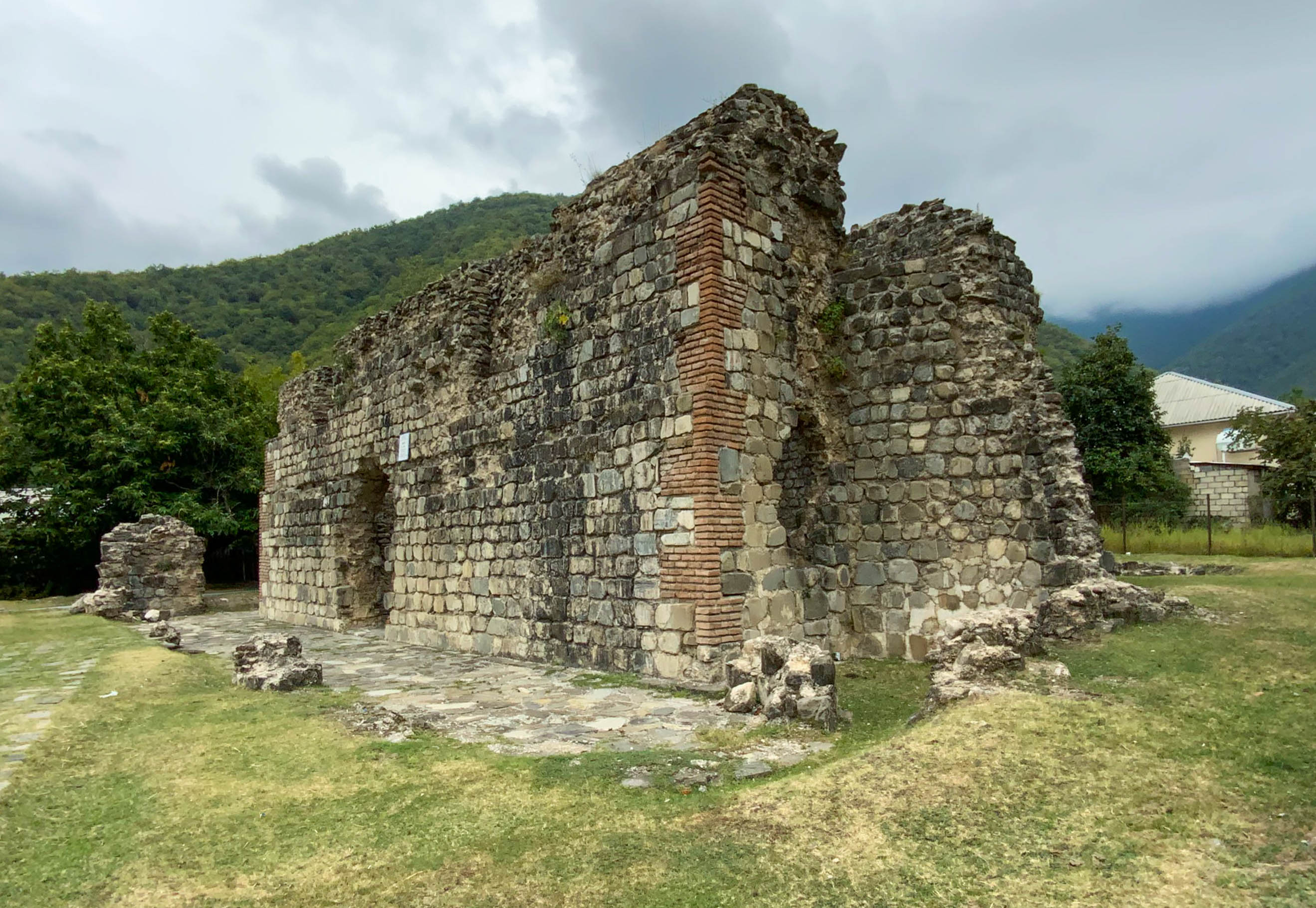
Les ruines de la basilique de Qum, dans le Qax. Septembre 2021.

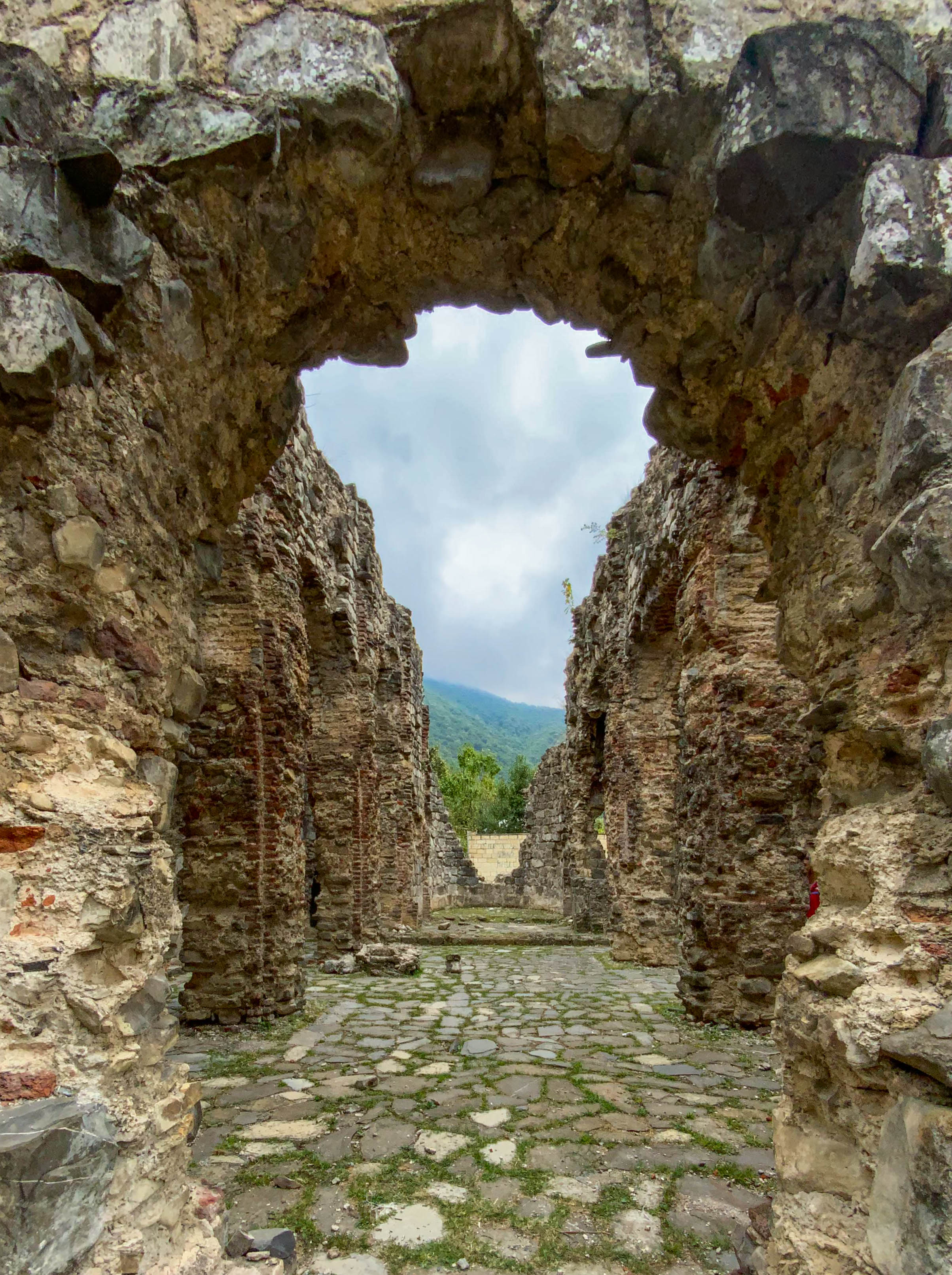
Les mêmes ruines.

La région de Gakh en Azerbaïdjan a une longue histoire qui remonte aux temps anciens. Les fouilles archéologiques de la région ont été peuplées au cours des époques Enéolithique, Bronze et du début du fer. Ce qui reste des activités de ces premiers habitants indique qu'ils se sont largement engagés dans la culture sédentaire, l'élevage et l'art. La région de Gakh (Kakhi) faisait partie du royaume de Kakheti-Hereti et faisait partie du royaume uni géorgien. En 1921, la région de Kakhi est devenue une partie de l'Azerbaïdjan. 
Avec la propagation du christianisme dans toute la région pendant l'existence de l'Albanie caucasienne, certaines églises ont été construites dans le rayon de Gakh.  Au VIIIe siècle, Gakh tomba sous occupation arabe. À partir du XIe siècle, les premiers Turcs Oghuz et plus tard les Turcs kiptchaks ont habité la région, la région a été incorporée dans l’empire Seldjoukide. Gakh faisait plus tard partie des États d'Atabegs et de Chirvanchahs. Avec l'invasion des Ilkhanides en Azerbaïdjan au XIIIe siècle, les tribus nomades mongoles ont peuplé la région. En 1562, sur l'ordre du Shah Tahmasp I, le sultanat d'Ilisu est établi à Gakh. Au XVIIIe siècle, le sultanat d'Ilisu devint si puissant que l'empereur ottoman conféra à son souverain Ali Sultan Bey le titre suprême de Pacha qui le reconnaissait comme Beylerbey de Chéki. 
En 1803, le sultanat d'Ilisu fut annexé à l'empire russe. Le souverain du sultanat, Daniyal, a inspiré le peuple à se soulever contre le pouvoir russe en 1844, en raison d'un désaccord entre lui et le gouvernement russe. Le sultan Daniyel a été battu près du village d'İlisu et a poursuivi sa lutte contre la Russie avec le chef du mouvement pour la liberté nationale, Cheikh Chamil. Les Russes ont brûlé Ilisu et ont divisé le territoire du sultanat en mahals (unités territoriales) et les ont annexés au dairé (unité territoriale) de Djar-Balaken qui l'a converti en une colonie de la Russie tsariste. Avec la proclamation de l'indépendance de la république démocratique d'Azerbaïdjan en mai 1918, Gakh a été maintenu en Azerbaïdjan. Au cours de la domination soviétique, Gakh a été créé en 1930 comme un rayon de RSS d'Azerbaïdjan.
L'endroit est aujourd'hui, et ce contrairement au reste du pays, majoritairement sunnite car proche du Daghestan.

## Économie
L'activité prédominante est l'agriculture, en particulier la production de noix, de céréales et de tabac.

## Géographie

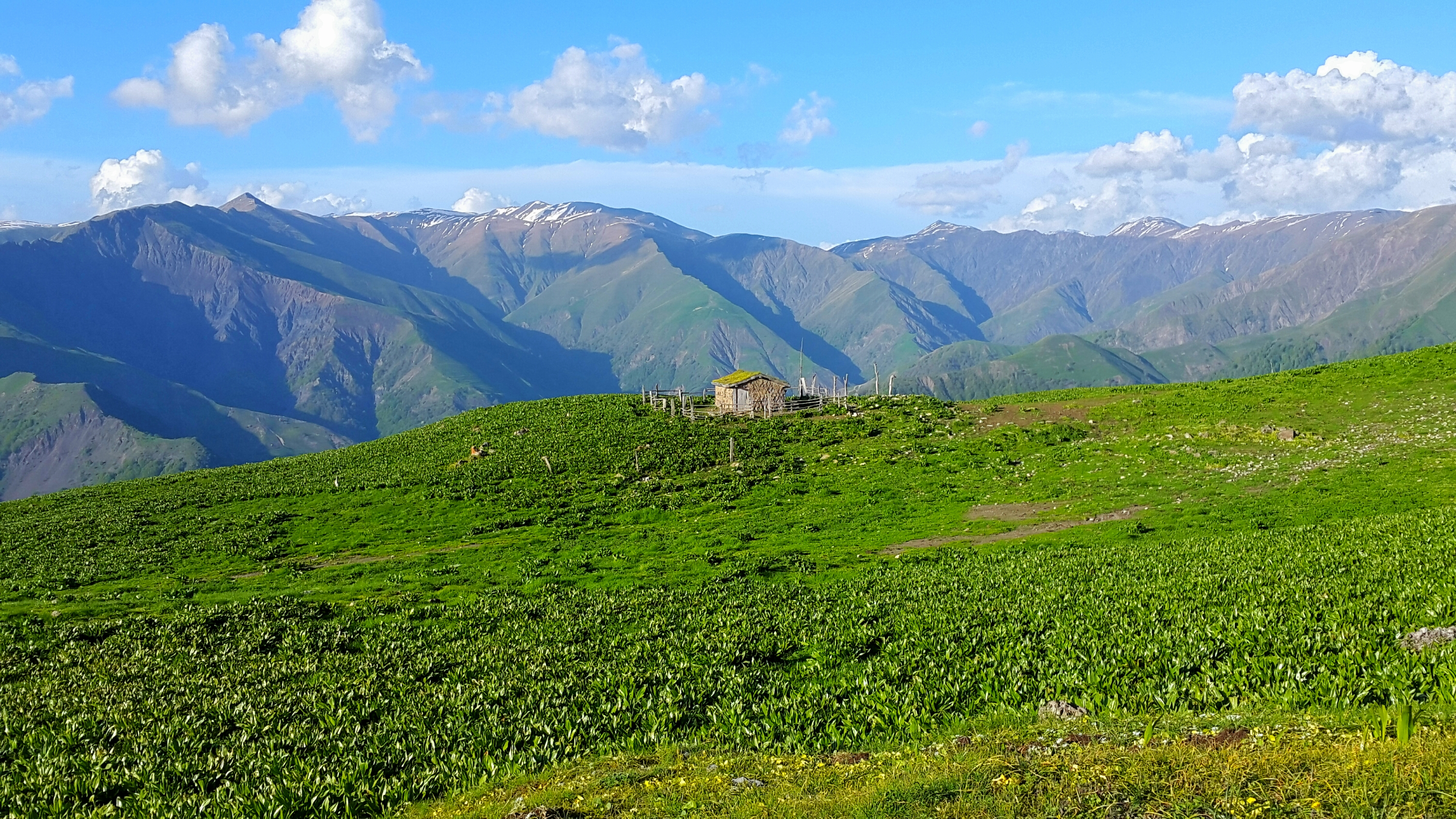
Le Caucase vu depuis le village de Ləkit Kötüklü dans le Qax. Septembre 2016.

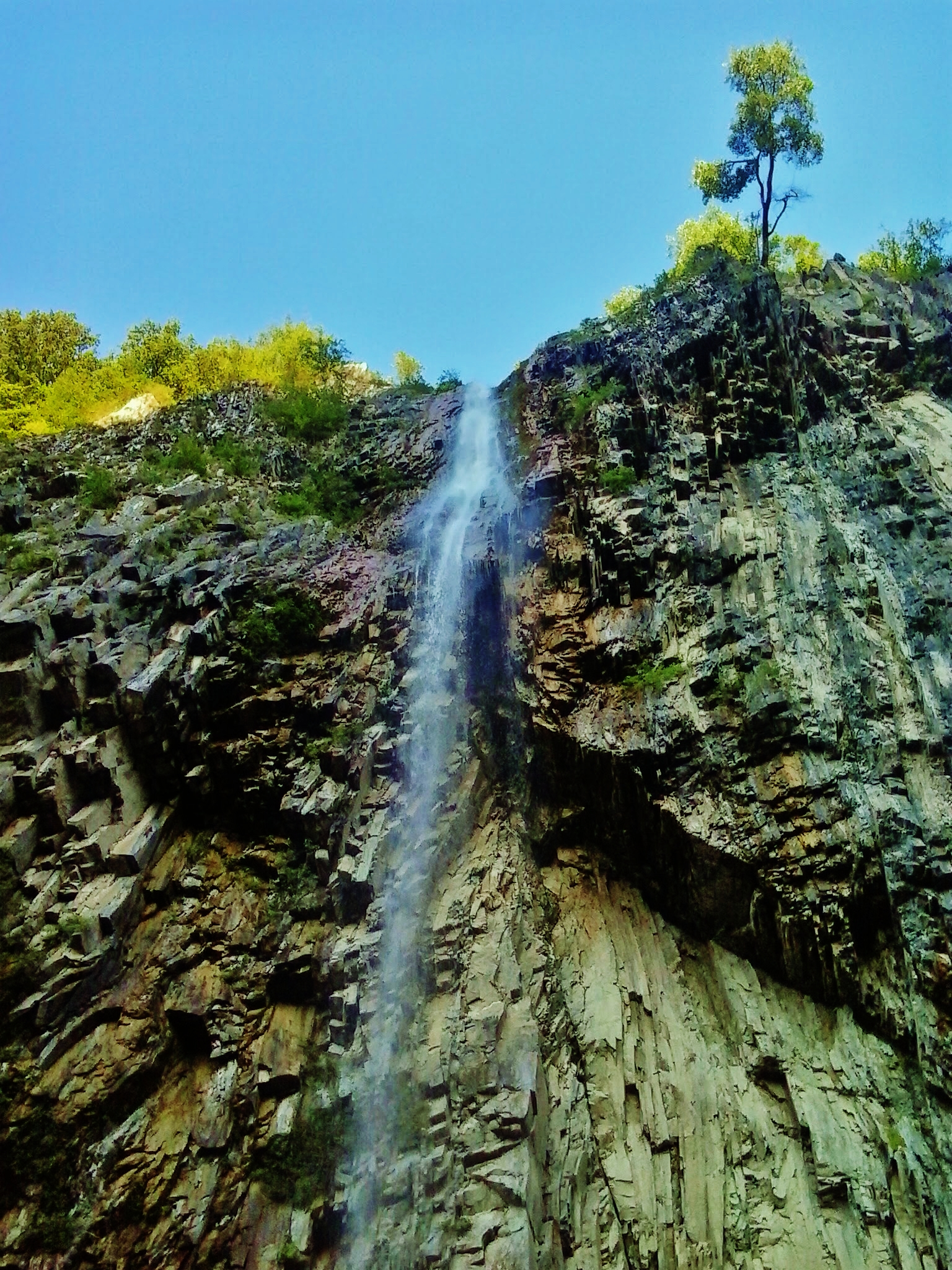
Chute d'eau de Ramramay dans le İlisu Dövlət Təbiət Qoruğu dans le Qax. Juillet 2014.

Le territoire du rayon est situé sur le versant sud du Grand Caucase. La région occupe 1 494 km2 et borde la Russie (Daghestan) au nord, la Géorgie (Kakhétie) à l'ouest. Il partage également les frontières internes avec le rayon de Zagatala dans le nord-ouest, les régions de Yevlakh et Samoukh au sud et la région de Chéki à l'est.

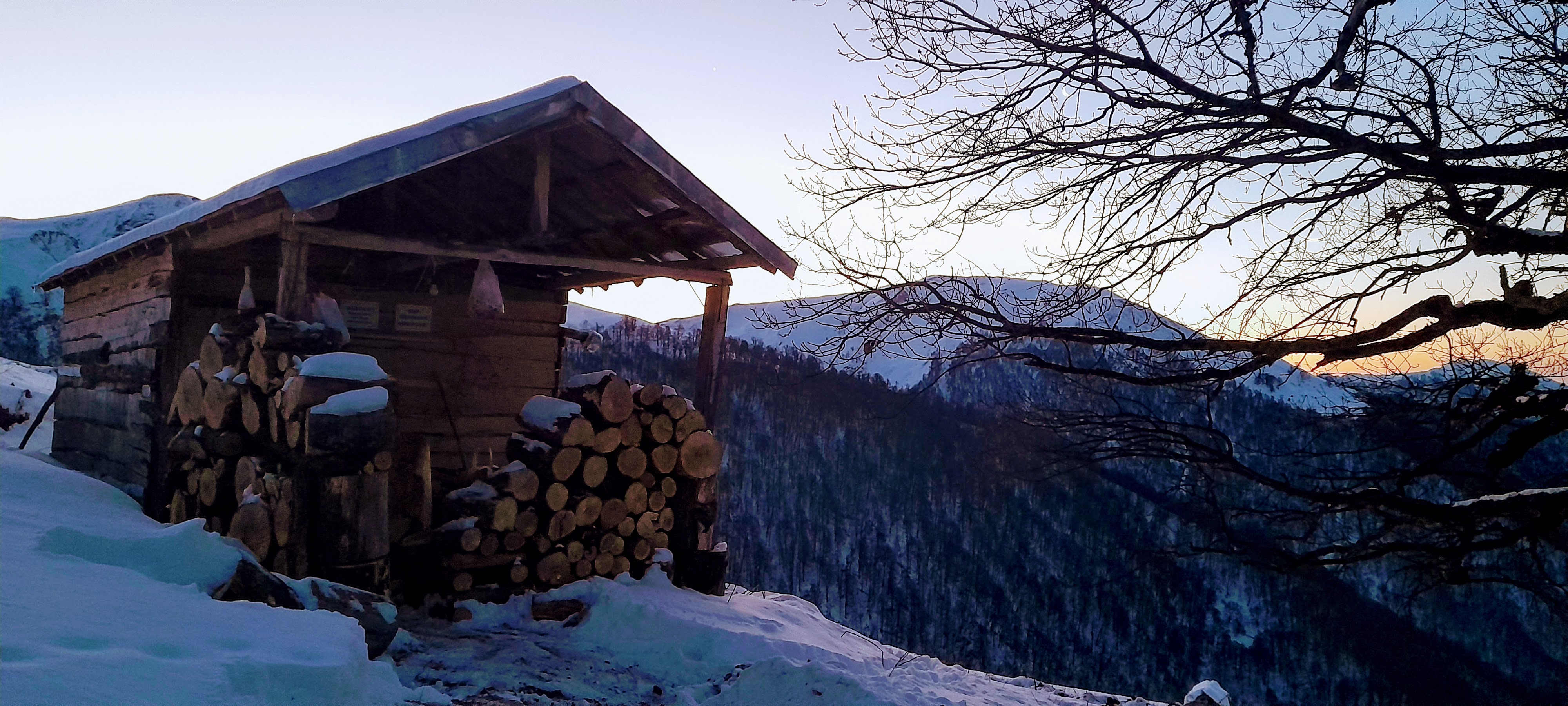
Une maison dans le village d'Ağçay (Qax). Janvier 2022.

La distance entre Bakou et le centre régional est de 345 km.

## Transport
Gakh est connectée au réseau ferroviaire et au réseau de bus azerbaïdjanais.

## Cuisine
Il existe différents repas dans la cuisine de Gakh, comme « sürhüllü », « xingili », « qırs ». Ces trois plats nationaux du Gakh sont à base de pâte et ont des goûts différents.

## Ressources naturelles
Gakh est riche en minéraux, matériaux de construction, ressources climatiques et sources.

## Climat
Gakh possède un climat subtropical sec avec des précipitations annuelles maximales de 300 à 1 600 mm.

## Démographie
Le rayon de Gakh est également un centre de la minorité géorgienne en Azerbaïdjan, la plupart des habitants de ce district étant d’origine chrétienne.
Le rayon comprend 59 colonies (une ville, 58 villages) avec une population de 55 600 habitants. 82,51 % sont des Azerbaïdjanais, 13,98 % des Ingiloys, 1,89 % des Tsakhours, 0,48 % des Lézgiens et 1,14 % des représentants d'autres nationalités. Il y a 1 ville et 58 villages au rayon,,.
| Groupe ethnique     | 1999       | 1999   | 2009       | 2009   |
| ------------------- | ---------- | ------ | ---------- | ------ |
| Groupe ethnique     | Population | %      | Population | %      |
| Total               | 51 161     | 100,00 | 53 259     | 100,00 |
| Azerbaïdjanais      | 39 355     | 76,92  | 43 946     | 82,51  |
| Ingiloy (Géorgiens) | 7 450      | 14,56  | 7 447      | 13,98  |
| Tsakhours           | 2 612      | 5,11   | 1 008      | 1,89   |
| Lezghiens           | 609        | 1,19   | 253        | 0,48   |
| Turcs               | 96         | 0,19   | 64         | 0,12   |
| Russes              | 91         | 0,18   | 67         | 0,13   |
| Ukrainiens          | 26         | 0,05   | 5          | 0,01   |
| Avars               | 11         | 0,02   | 9          | 0,02   |
| Tatars              | 7          | 0,01   | 7          | 0,01   |
| Arméniens           | 5          | 0,01   | 7          | 0,01   |
| Autres              | 899        | 1,76   | 446        | 0,84   |

## Galerie

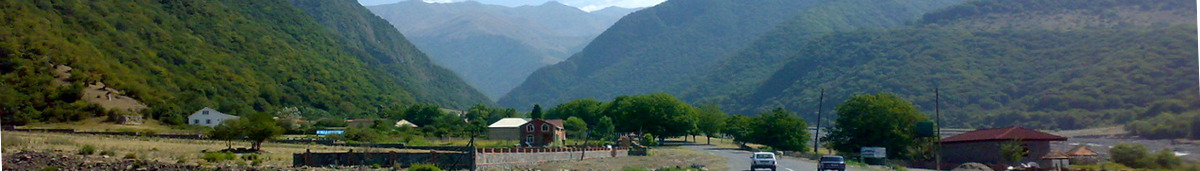
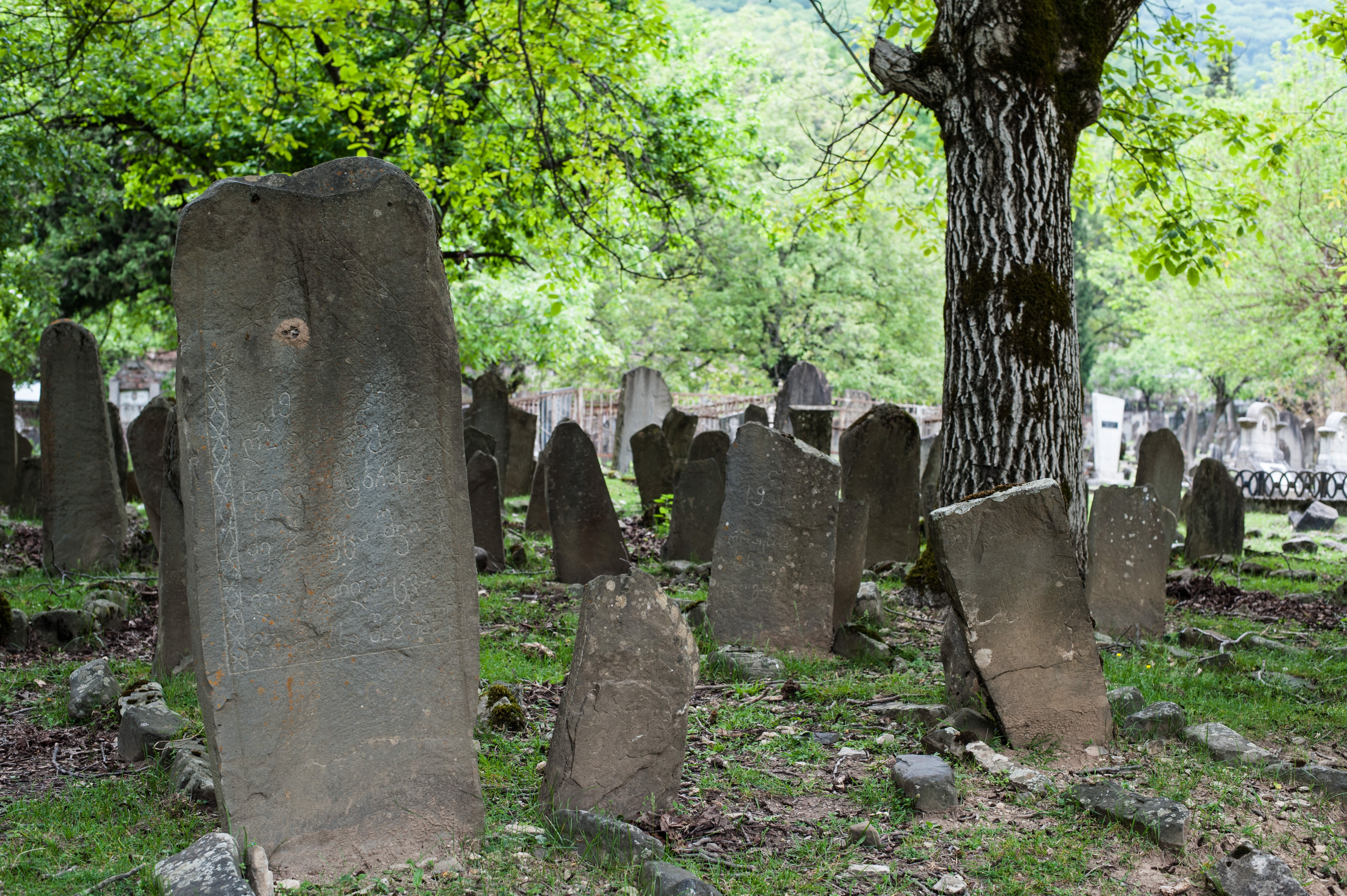
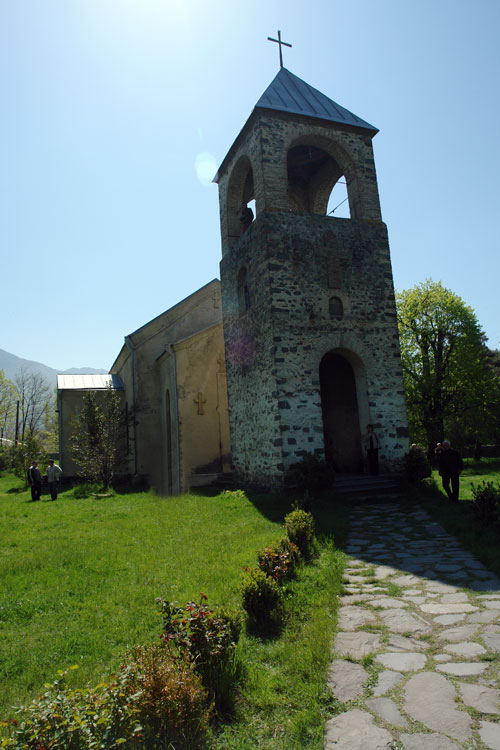
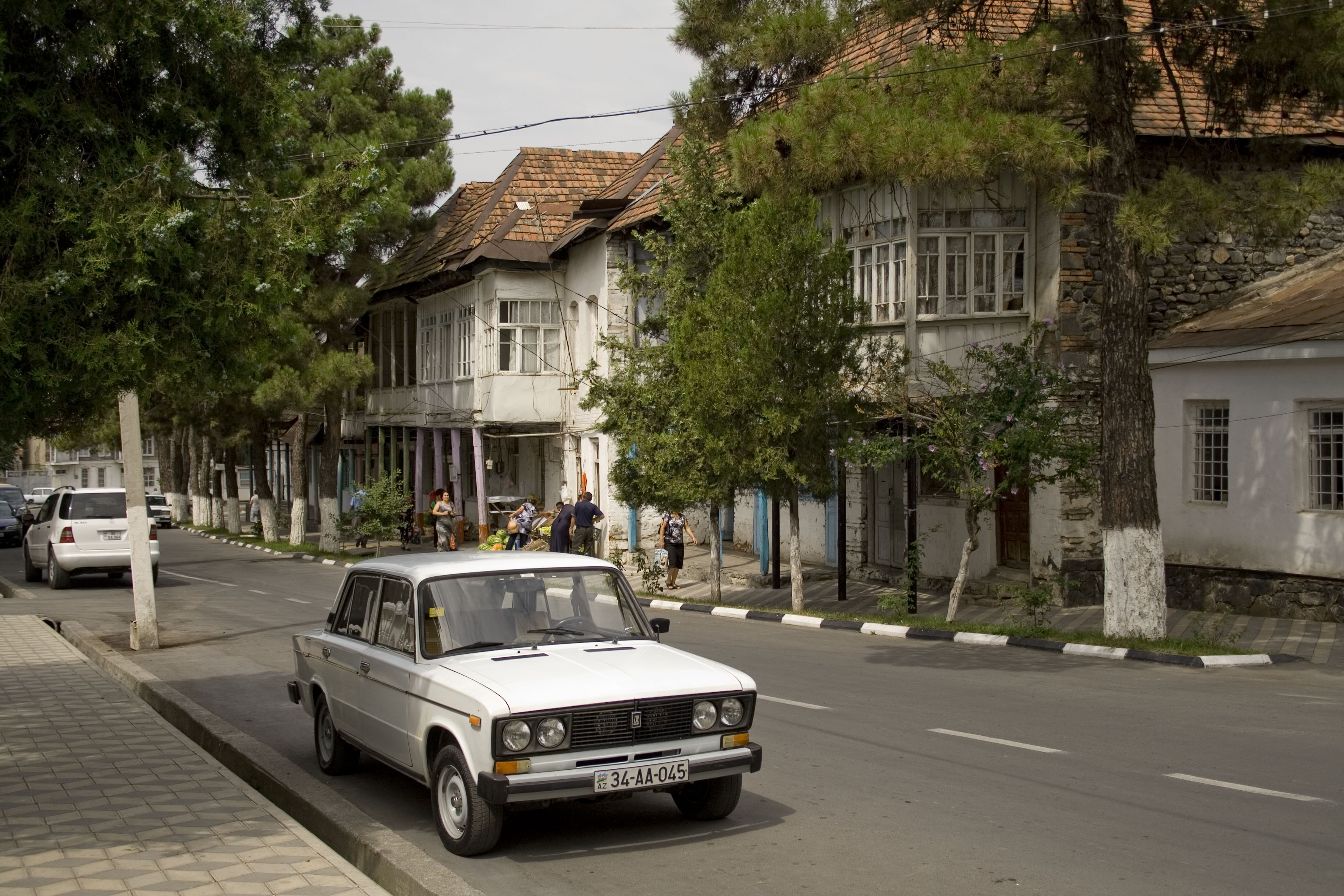
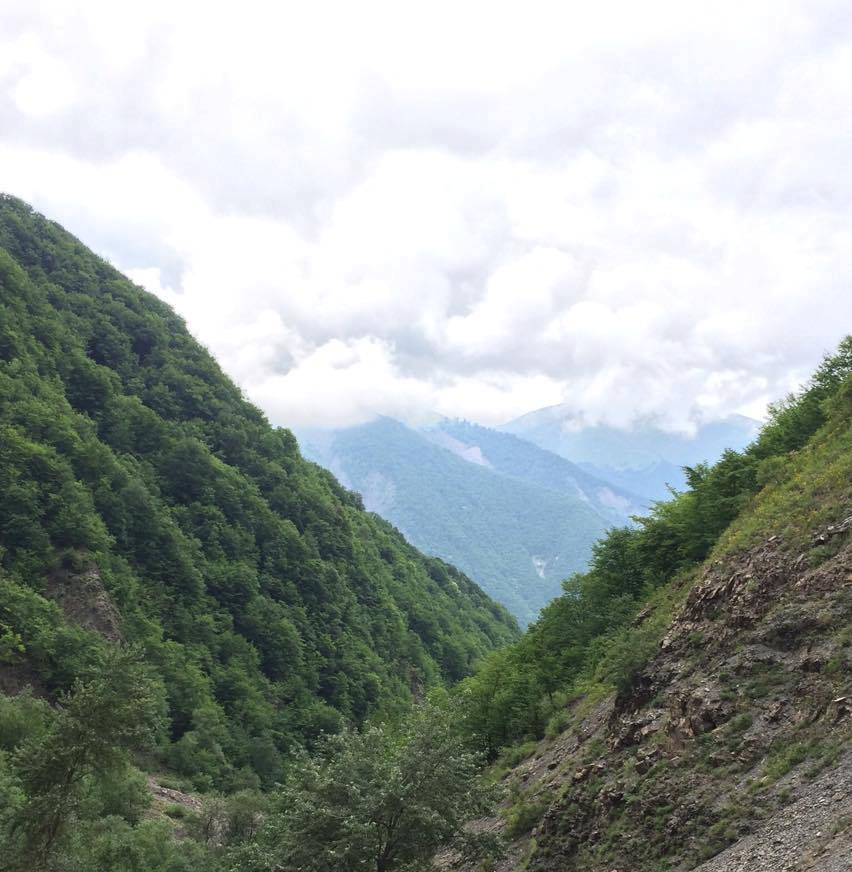
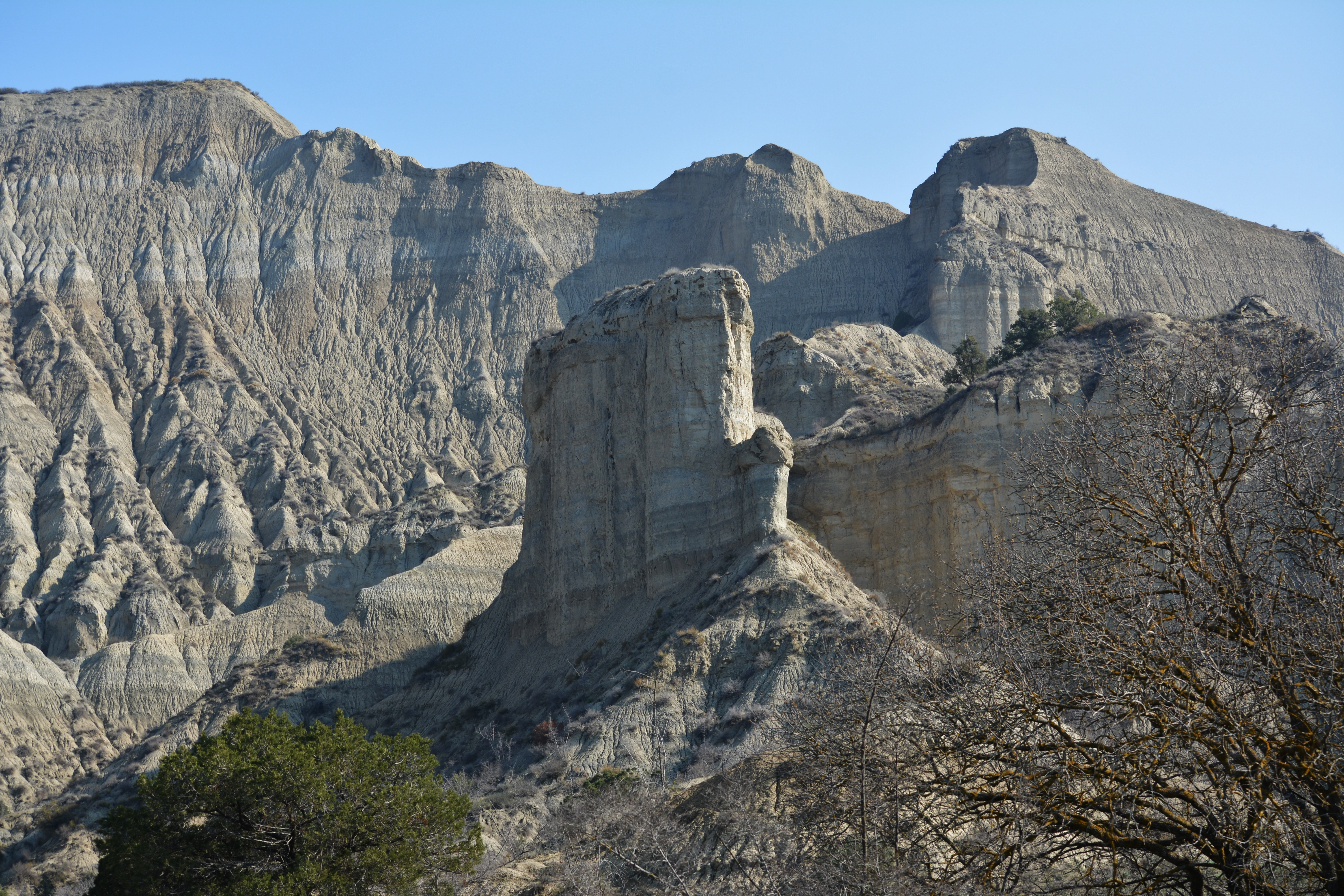
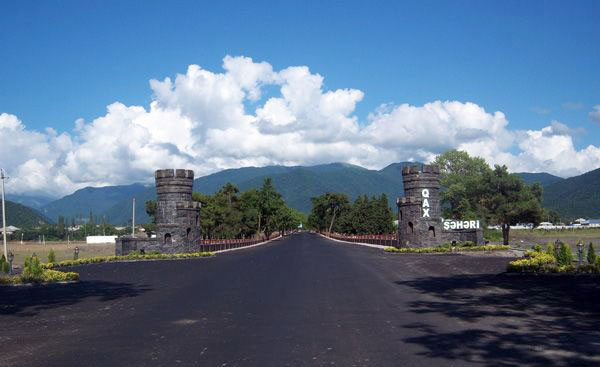
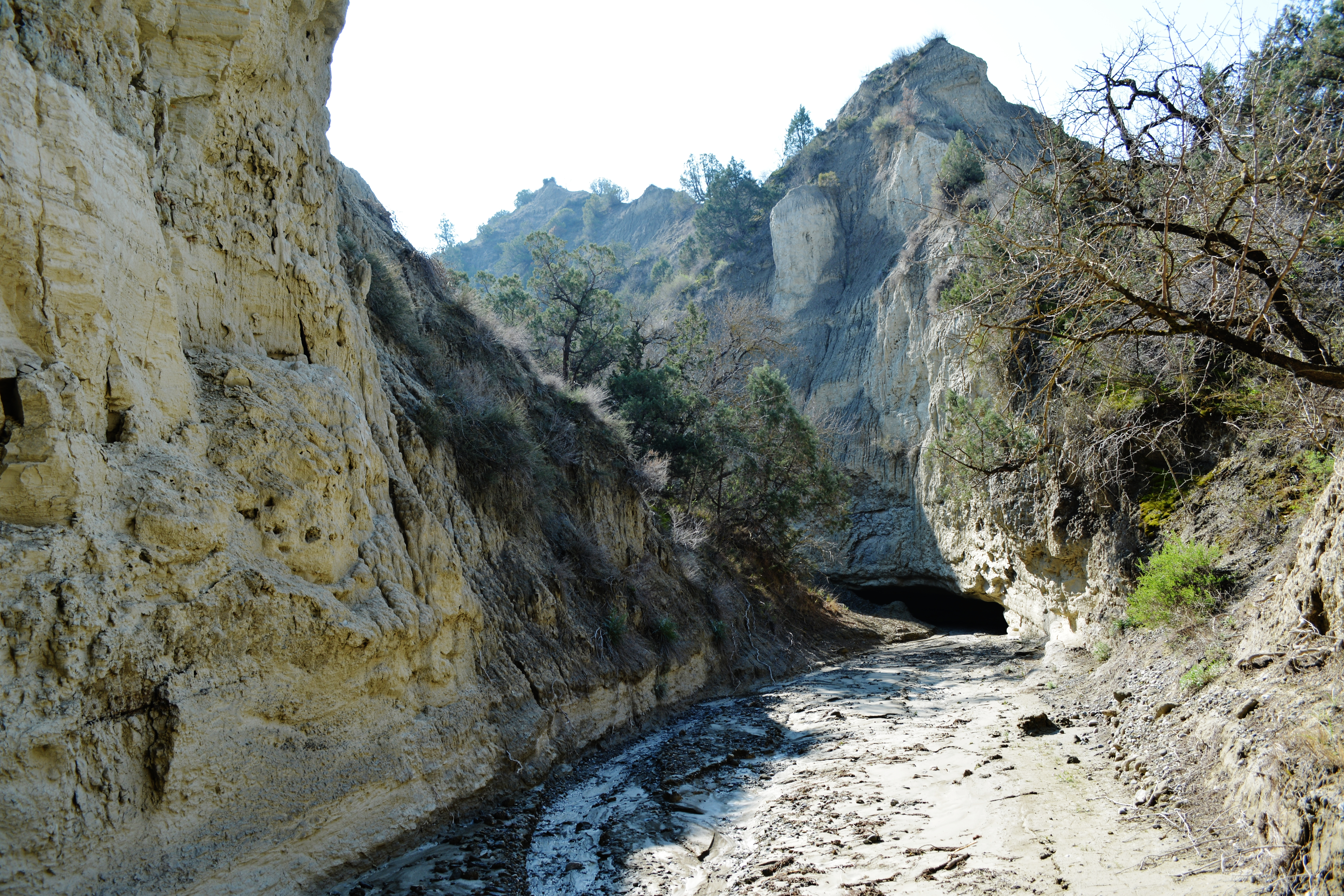
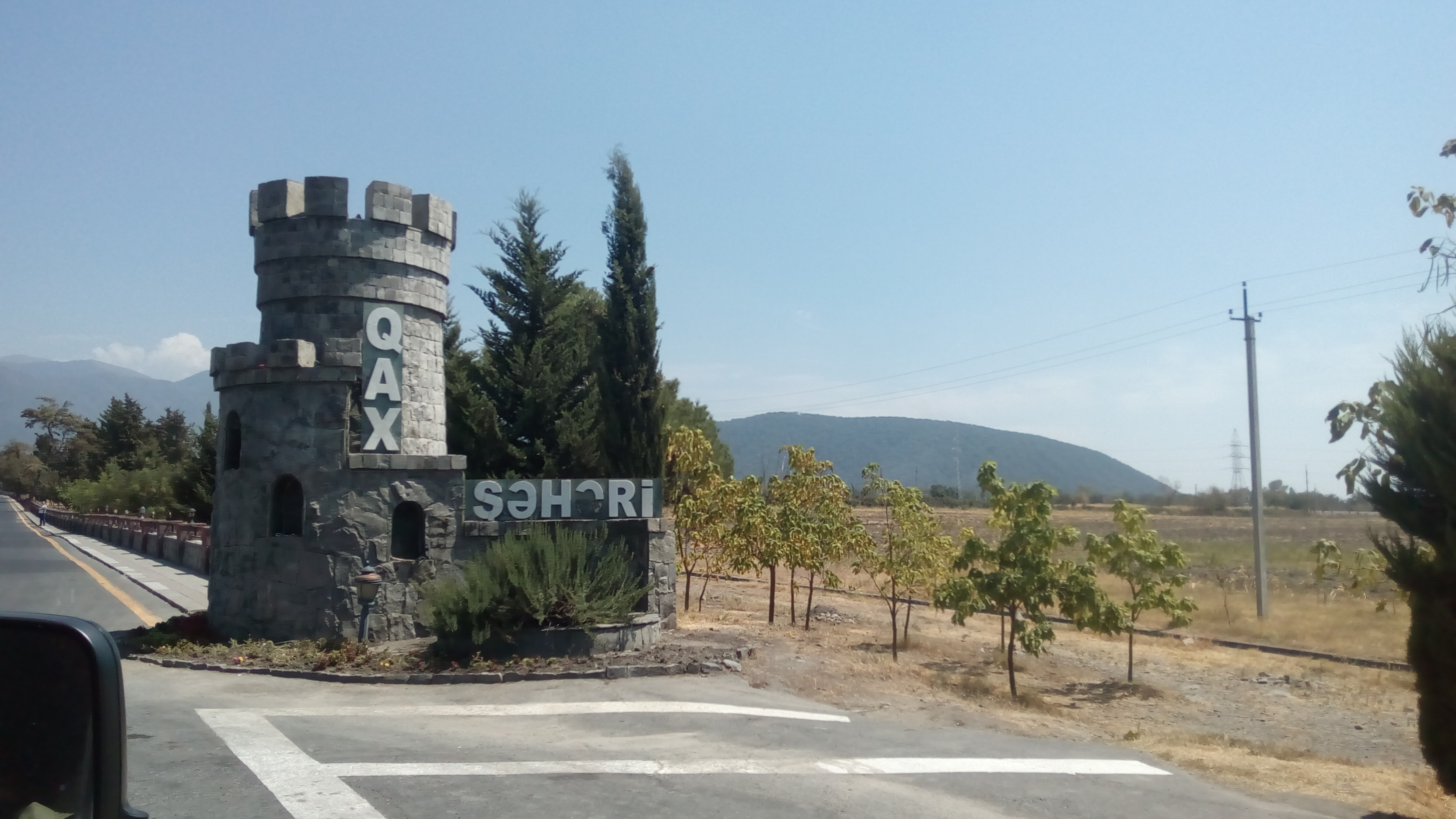
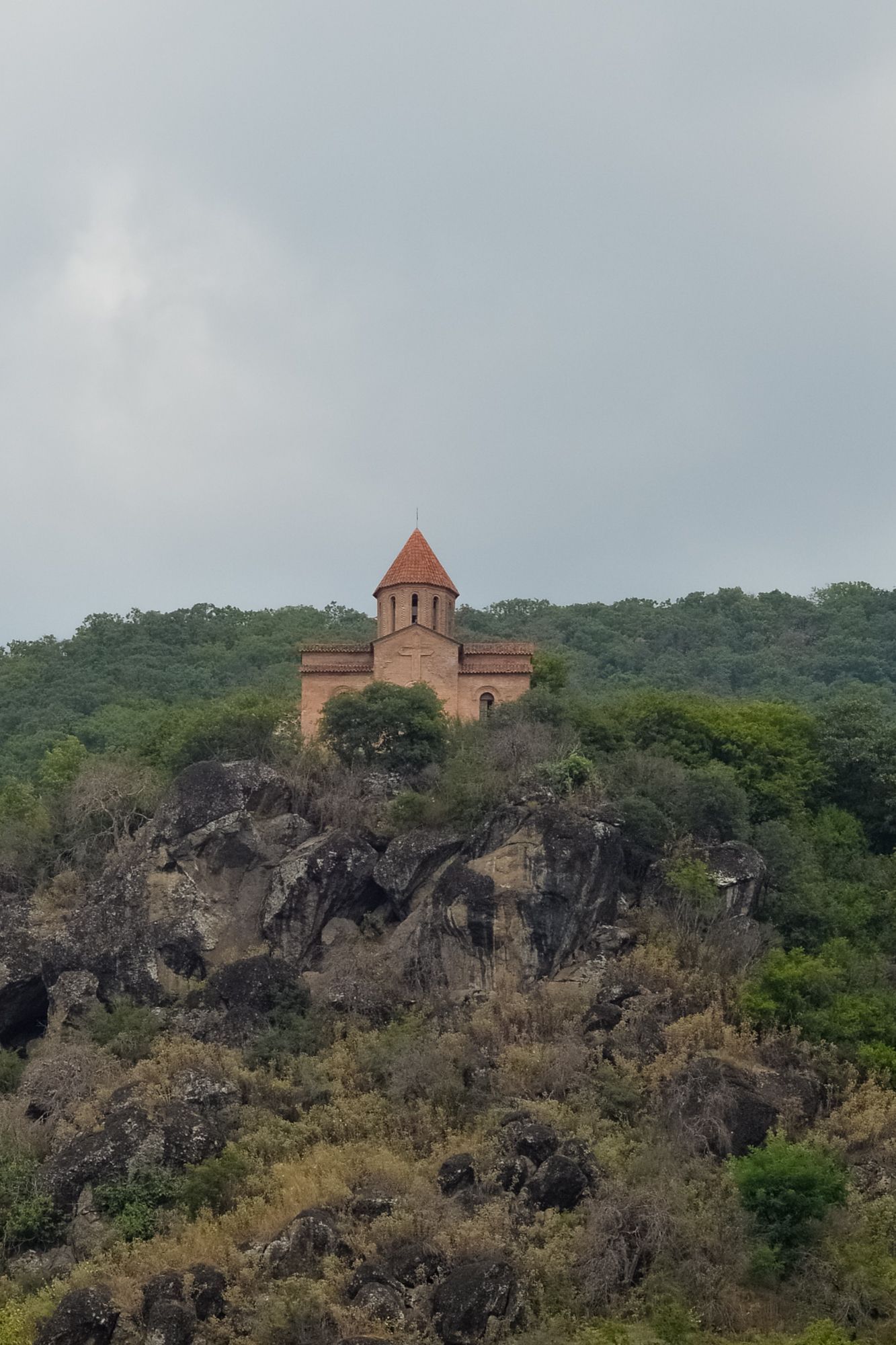

### Villages
| Almali          | Fistiglı         | Malakh      | Gakhmoughal | Suskand      | Tchudullu  |
| Amanli          | Guluk            | Marsan      | Gaysarlı    | Tanqit       | Uzumlu     |
| Armudlu         | Kechgoutan       | Mechabach   | Qazmalar    | Tasmali      | İbakhli    |
| Aghyazi         | Kitchik Alatémir | Ondjalli    | Gachgatchay | Touradjli    | İlisou     |
| Agtchay         | Kotuklu          | Gapitchay   | Guimir      | Uzuntala     | Chikhlar   |
| Baydarli        | Lékite           | Garabaldir  | Guindirga   | Khalaftala   | Şotavar    |
| Bagtala         | Lékit Kotuklu    | Qarameché   | Kiptchak    | Yeni İlissou | Alibéyli   |
| Beuyuk Alatamir | Lékit Malakh     | Qaratala    | Qoraghan    | Zarna        | Ambartchay |
| Djalayer        | Léléli           | Gakhbach    | Qoum        | Zayam        | Amirdjan   |
| Daymadaghli     | Lélépacha        | Qakhingiloy | Sarıbach    | Tchinarli    | İlissou    |
| Tasmalı         |                  |             |             |              |            |

## Personnes célèbres
- Danyal Soultan
- Muslim Magomayev
- Niko Pirosmanachvili
- Pyotr Babayev
- Damir Hadjiyev
- Mossé Djanachvili
- Hatam Akhmedov
- Imam Moustafayev
- Ismayil Daghistanli
- Aynur Sofiyeva
- Amin Babayev